# Петропавловский район (Воронежская область)
Петропа́вловский райо́н — административно-территориальная единица (район) и муниципальное образование (муниципальный район) на юго-востоке Воронежской области России.
Административный центр — село Петропавловка.

## География
Рельеф района представляет собой возвышенно-волнистую равнину, разрезанную речными долинами со склонами и овражно-балочной сетью. Для района характерны значительные для равнинных территорий колебания абсолютных и относительных высот, широкие водоразделы меридионального направления, множество оврагов и балок преимущественно широтного направления. В Петропавловском районе находится «пустыня» — опустыненное урочище.
Площадь района — 1680 км². Основные реки — Дон, Толучеевка, Криуша.

## История
Петропавловский район был образован в 1928 году. Он входил в состав Россошанского округа (до 1930 года) Центрально-Чернозёмной области, созданной из Воронежской и Курской губерний в мае 1928 года по постановлению ВЦИК и просуществовавшей до 1934 года. После её разделения, район остался в составе Воронежской области.
Границы района неоднократно изменялись. 7 марта 1941 года часть территории Петропавловского района была передана в новый Старокриушанский район. В 1959 году к нему присоединили часть упразднённого Старокриушанского района с сёлами Старая Криуша, Новотроицкое, Краснофлотское, Березняги и х. Огарево. В 1963 году район упразднили, и он вошёл в состав Калачеевского района, но в 1965 году восстановлен в прежних границах.

## Население
| 1989    | 2002    | 2009    | 2010    | 2011    | 2012    | 2013    |
| ------- | ------- | ------- | ------- | ------- | ------- | ------- |
| 25 128  | ↘23 414 | ↘21 381 | ↘20 042 | ↘19 896 | ↘19 420 | ↘19 026 |
| 2014    | 2015    | 2016    | 2017    | 2018    | 2021    | 2025    |
| ↘18 520 | ↘18 103 | ↘17 793 | ↘17 471 | ↘17 152 | ↘16 573 | ↘16 137 |

### Национальный состав
По итогам переписи населения 2020 года проживали следующие национальности (национальности менее 0,1 % и другое, см. в сноске к строке «Другие»):
| Национальность | Численность, чел. | Доля     |
| -------------- | ----------------- | -------- |
| Русские        | 15 740            | 94,97 %  |
| Турки          | 238               | 1,44 %   |
| Украинцы       | 136               | 0,82 %   |
| Армяне         | 55                | 0,33 %   |
| Аварцы         | 24                | 0,14 %   |
| Грузины        | 20                | 0,12 %   |
| Чеченцы        | 19                | 0,11 %   |
| Другие         | 341               | 2,07 %   |
| Итого          | 16 573            | 100,00 % |

## Муниципально-территориальное устройство
В Петропавловский муниципальный район входят 11 муниципальных образований со статусом сельских поселений:
| №  | Муниципальное образование           | Административный центр | Количество населённых пунктов | Население | Площадь, км2 |
| -- | ----------------------------------- | ---------------------- | ----------------------------- | --------- | ------------ |
| 1  | Березняговское сельское поселение   | село Березняги         | 1                             | 569       | 94,61        |
| 2  | Бычковское сельское поселение       | село Бычок             | 2                             | ↗1233     | 191,79       |
| 3  | Красносёловское сельское поселение  | село Красносёловка     | 1                             | ↘1318     | 100,21       |
| 4  | Краснофлотское сельское поселение   | село Краснофлотское    | 3                             | ↘1017     | 144,24       |
| 5  | Новобогородицкое сельское поселение | село Новобогородицкое  | 3                             | ↘629      | 88,49        |
| 6  | Новолиманское сельское поселение    | село Новый Лиман       | 7                             | ↘1097     | 216,53       |
| 7  | Новотроицкое сельское поселение     | село Новотроицкое      | 2                             | ↘772      | 110,27       |
| 8  | Песковское сельское поселение       | село Пески             | 1                             | ↘1243     | 85,23        |
| 9  | Петропавловское сельское поселение  | село Петропавловка     | 2                             | ↗4894     | 133,99       |
| 10 | Старокриушанское сельское поселение | село Старая Криуша     | 4                             | ↘2218     | 282,38       |
| 11 | Старомеловатское сельское поселение | село Старая Меловая    | 2                             | ↘2244     | 195,85       |

## Населённые пункты
В Петропавловском районе 28 населённых пунктов.
| №  | Населённый пункт                                  | Тип     | Население | Муниципальное образование           |
| -- | ------------------------------------------------- | ------- | --------- | ----------------------------------- |
| 1  | Александровка                                     | хутор   | 30        | Новобогородицкое сельское поселение |
| 2  | Березняги                                         | село    | ↘569      | Березняговское сельское поселение   |
| 3  | Берёзовый                                         | хутор   | 0         | Старокриушанское сельское поселение |
| 4  | Бычок                                             | село    | ↘972      | Бычковское сельское поселение       |
| 5  | Глубокое                                          | село    | ↘228      | Новолиманское сельское поселение    |
| 6  | Гондарев                                          | хутор   | 20        | Новобогородицкое сельское поселение |
| 7  | Дедовка                                           | село    | ↘340      | Новолиманское сельское поселение    |
| 8  | Дедовочка                                         | село    | 78        | Новолиманское сельское поселение    |
| 9  | Замостье                                          | хутор   | 459       | Бычковское сельское поселение       |
| 10 | Индычий                                           | хутор   | 539       | Старомеловатское сельское поселение |
| 11 | Котовка                                           | хутор   | 60        | Новолиманское сельское поселение    |
| 12 | Красносёловка                                     | село    | ↘1318     | Красносёловское сельское поселение  |
| 13 | Краснофлотское                                    | село    | ↘1176     | Краснофлотское сельское поселение   |
| 14 | Новобогородицкое                                  | село    | ↘731      | Новобогородицкое сельское поселение |
| 15 | Новотроицкое                                      | село    | ↘698      | Новотроицкое сельское поселение     |
| 16 | Новый Лиман                                       | село    | 484       | Новолиманское сельское поселение    |
| 17 | Огарев                                            | хутор   | 167       | Краснофлотское сельское поселение   |
| 18 | Пески                                             | село    | ↘1243     | Песковское сельское поселение       |
| 19 | Петропавловка                                     | село    | ↘4819     | Петропавловское сельское поселение  |
| 20 | Посёлок 1-го отделения совхоза «Старокриушанский» | посёлок | 11        | Старокриушанское сельское поселение |
| 21 | Посёлок совхоза «Маяк»                            | посёлок | 8         | Краснофлотское сельское поселение   |
| 22 | Посёлок совхоза «Труд»                            | посёлок | 74        | Старокриушанское сельское поселение |
| 23 | Прогорелое                                        | село    | ↘135      | Новолиманское сельское поселение    |
| 24 | Рубеж                                             | хутор   | 1         | Новолиманское сельское поселение    |
| 25 | Старая Криуша                                     | село    | ↘2544     | Старокриушанское сельское поселение |
| 26 | Старая Меловая                                    | село    | ↘2109     | Старомеловатское сельское поселение |
| 27 | Фоменково                                         | село    | ↘277      | Новотроицкое сельское поселение     |
| 28 | Червоно-Чехурский                                 | хутор   | 78        | Петропавловское сельское поселение  |

## Экономика
В состав агропромышленного комплекса района входят: 20 сельхозпредприятий, 240 крестьянских фермерских хозяйств. Общая площадь сельхозугодий составляет 129 263 га. Основной отраслью развития сельского хозяйства в районе является растениеводство.
На территории района производятся следующие виды промышленной продукции: масло растительное, мебель в широком ассортименте, комбикорма, удобрения, полуфабрикаты.